# Генгенбах
Генгенбах (нім. Gengenbach) — місто в Німеччині, знаходиться в землі Баден-Вюртемберг. Підпорядковується адміністративному округу Фрайбург. Входить до складу району Ортенау.
Площа — 61,91 км2. Населення становить 10 950 ос. (станом на 31 грудня 2020).